# 輪行袋

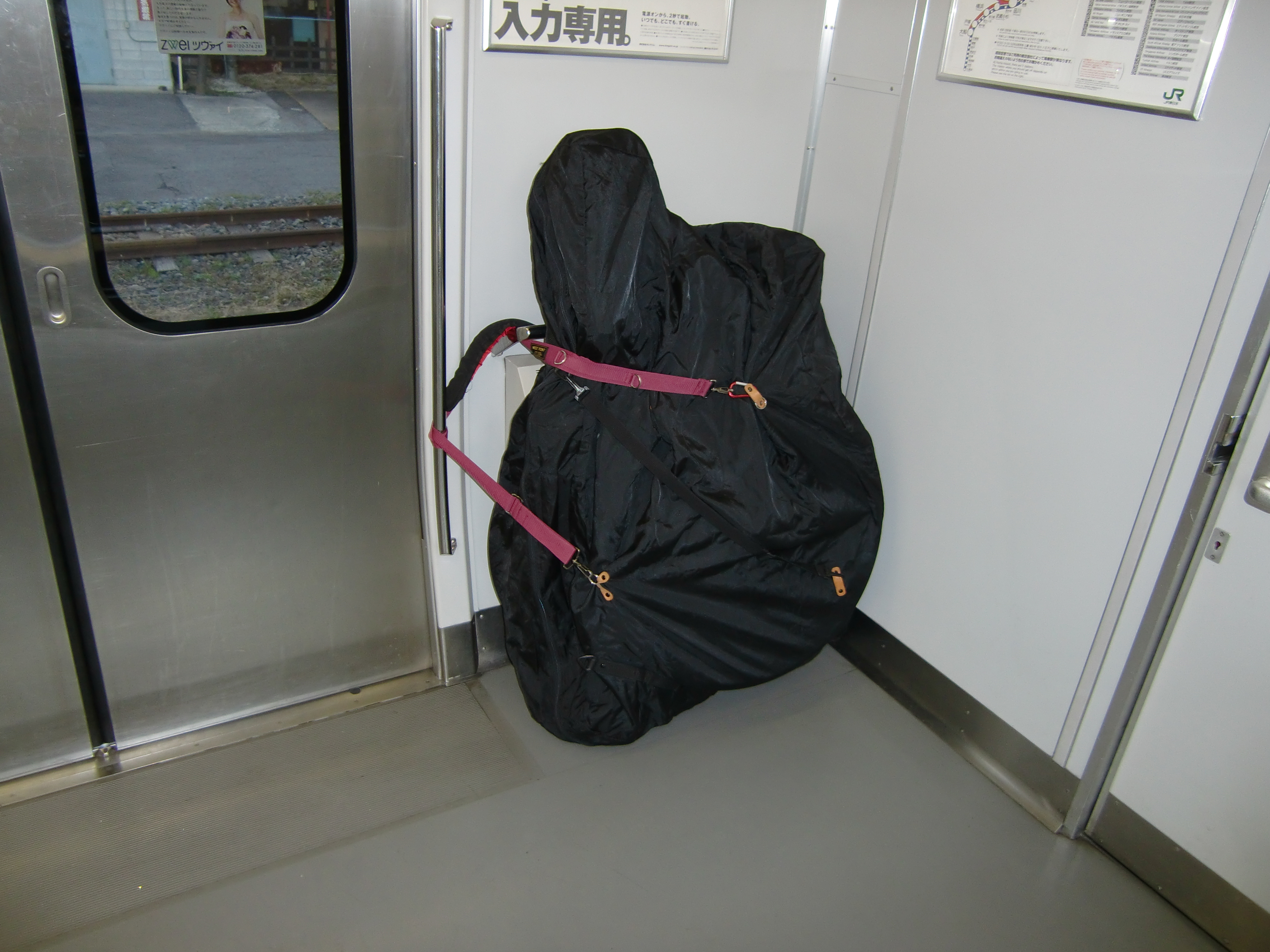
輪行袋を使用した移動の例。

輪行袋（りんこうぶくろ）とは鉄道等の公共交通機関に自転車を持ち込む（輪行）際に使用する袋。なお、同様の用途ではあるが、形状が布製の袋ではなく段ボール箱でできたものもあり、その場合は輪行箱（輪行函）という。

## 概要
自転車の前後の車輪をはずした後に収納するタイプが一般的であるため、簡単に車輪を脱着できるスポーツ車（ロードバイク、マウンテンバイク、ランドナー等）に用いられる。非常に丈夫な布で作られたものから、やや薄手に作られた軽量なものまで様々なタイプがある。前後輪ともに外して収納するタイプが主流であるが、中には前輪のみを外して格納するものもある。持ち込みに関する規定の変更などにより、時代によって変化がある。
構造としてはその名の通り袋に詰め、袋全体をバンドで縛り担ぐタイプのものと、肩掛けバンドは直接自転車のフレームに固定し、上から筒状のカバーを被せるタイプのものがある。また、折り畳み自転車・小径ホイール車等の一部には持ち上げずに転がして運ぶことのできる専用の輪行袋が用意されているものがある。
なお前輪のみを外して格納する輪行袋の多くは、鉄道会社・航空会社の規定の大きさを超えているため、購入時には注意が必要である。